# Ulamburiash
Ulamburiaš  was koning van het Kassietenrijk Karduniaš rond 1470 v.Chr.
Hij was de broer van Kastiliaš III en degene die een einde maakte aan de Dynastie van het Zeeland die in het moerassige zuiden van het Zeeland (het voormalige Sumerië) zijn machtsbasis had. Hij verjoeg de laatste koning ervan, Ea-gamil.  Hiermee verenigde hij Babylonië na lange tijd van verdeeldheid. Hij noemde zich daarom ook "Koning van Babylon, koning van Sumer en Akkad, koning van de Kassieten, koning van Karduniaš. Zijn voorgangers hadden zich koning van de Kassieten en Akkadiërs genoemd, maar Ulam-buriash was er ongetwijfeld trots op de oude, prestigieuze titel koning van Sumer en Akkad in ere te kunnen herstellen.
In een huis uit de tijd van de Parthen in Babylon is een kop van een knots aangetroffen met de inscriptie "Ulam-buriaš, zoon van koning Burna-buriaš, koning van het Zeeland". Een ander voorwerp met zijn naam is een gewicht van agaat in de vorm van een kikker met de inscriptie "Ulam-buriaš, zoon van koning Burna-buriaš". Dit voorwerp is gevonden in een graf uit de ijzertijd in Metsamor in Armenië.